# シャッカ
シャッカ（イタリア語: Sciacca）は、イタリア共和国シチリア自治州アグリジェント県にある、人口約40,000人の基礎自治体（コムーネ）。

## 地理

### 位置・広がり

#### 隣接コムーネ
隣接するコムーネは以下の通り。
- カルタベッロッタ
- メンフィ
- リベーラ
- サンブーカ・ディ・シチーリア

## 行政

### 分離集落
シャッカには、以下の分離集落（フラツィオーネ）がある。
- Tonnara, Lido, Stazzone, Foggia, Carbone, Renella, San Marco, Maragani, Lago del Carboj, Makauda, Raganella, Ferraro, Seniazza, Cutrone, San Calogero, Galati, Montagnola, Baiata, San Michele, Perriera, Bordea, da Bruca,Scunchipani,Carcossea, Isabella, Marina, Cava di Lauro, Fontana Calda , Muciare, Sovareto, Sant'Antonio, Timpirussi, Lumia, Galenzo Aquilea, San Giorgio, Santa Maria, Santa Caterina, Cartabubbo, Verdura, Misilifurni, Ciurami Spagnolo, Grattauli, Gaddimi, Torredara, Guardabasso, Tranchina, Locogrande, Lazzarino, Stancapadrone

## 姉妹都市
- サルヴァドール、ブラジル 2001年
- アプリーリア、イタリア 2003年
- クルシェヒル、トルコ 2011年
- en:Mustafakemalpasa、トルコ 2011年

## 人物

### 著名な出身者
- ジュセッペ・ベランカ - 米国の航空エンジニア。